# Centrorhynchus brevicaudatus
Centrorhynchus brevicaudatus är en hakmaskart som beskrevs av Das 1949. Centrorhynchus brevicaudatus ingår i släktet Centrorhynchus och familjen Centrorhynchidae. Inga underarter finns listade i Catalogue of Life.